# Alveopora fenestrata
Alveopora fenestrata är en korallart som först beskrevs av Jean-Baptiste Lamarck 1816.  Alveopora fenestrata ingår i släktet Alveopora och familjen Poritidae. IUCN kategoriserar arten globalt som sårbar. Inga underarter finns listade i Catalogue of Life.